# Anthony Mann
Anthony Mann (rodné jméno Emil Anton Bundsmann; 30. června 1906 San Diego, USA – 29. dubna 1967 Berlín, SRN) byl americký filmový režisér a divadelní herec. Proslavil se jako zkušený režisér filmů žánru noir a westernů, později se proslavil svými rozsáhlými historickými eposy. Za přínos filmu má hvězdu na Hollywoodském chodníku slávy.

## Výběrová filmografie
Film Dandy v aspiku z roku 1968 po náhlém úmrtí Anthonyho Manna dokončil Laurence Harvey.

### Režisér
- 1944 Strangers in the Night
- 1947 Desperate
- 1947 Zoufalci
- 1948 Špinavá dohoda
- 1949 Hrůzovláda
- 1949 Incident v pohraničí
- 1950 Side Street
- 1950 The Furies
- 1950 Winchester '73
- 1950 Ďáblova brána
- 1951 Quo vadis: podle stejnojmenného románu Henryka Sienkiewicze
- 1951 Vysoký cíl
- 1952 U řeky
- 1953 Odhalená stopa
- 1954 Příběh Glenna Millera
- 1954 Vzdálená země
- 1955 Muž z Laramie
- 1955 Poslední hranice
- 1956 Serenáda
- 1957 Šerifská hvězda
- 1958 Muž ze Západu
- 1961 El Cid
- 1964 Pád říše římské
- 1965 Hrdinové z Telemarku: podle skutečných událostí a memoárů Knuta Haukelida
- 1968 Dandy v aspiku

### Autor námětu
- 1947 Desperate
- 1949 Follow Me Quietly

### Producent
- 1961 El Cid
- 1968 Dandy v aspiku

### Herec
- 2020 Filmařské legendy (dokumentární seriál): epizoda S04E10 – Anthony Mann[5]